# NTSC
NTSC je skraćenica od eng. složenice National Television System Committee, i ime je za analogno kodiranje televizijskog signala koji se koristi većinom u sjevernoj Americi, i dijelom u južnoj Americi.